# Callonychium flaviventre
Callonychium flaviventre är en biart som först beskrevs av Heinrich Friese 1906.  Callonychium flaviventre ingår i släktet Callonychium och familjen grävbin. Inga underarter finns listade.